# Municipio de Chjorotsku
El municipio de Chjorotsku (en georgiano: მარტვილის მუნიციპალიტეტი) es un municipio de Georgia perteneciente a la región de Mingrelia-Alta Esvanetia. El área total del municipio es 619 kilómetros cuadrados (239 mi²) y su centro administrativo es la ciudad de Chjorotsku. La población era 22.309, según el censo de 2014.

## Geografía
Chjorotsku limita con los municipios de Lenteji y Mestia al norte, Matvili al este; los municipios de Tsalendjija y Zugdidi al oeste y Senaki y Jobi en el sur. 
El área es montañosa, extendiéndose desde los 200 metros hasta los 3.000 metros sobre el nivel del mar en la cordillera de Egrisi. El punto más alto del municipio es el monte Omachirjole (3.166 m). La mitad sur del área se encuentra dentro de la llanura de Koljeti (100-150 m), que representa una llanura débilmente dividida y estribaciones.

### Clima
Pertenece a la zona de clima subtropical húmedo de las tierras bajas de Koljeti y se caracteriza por inviernos cálidos y veranos cálidos y húmedos. La temperatura media anual del aire es de 14 °C.

## Historia
El distrito de Chjorotsku se formó en 1929 como parte del distrito de Zugdidi, desde 1930 ha estado directamente subordinado a la RSS de Georgia. En 1951-1953 formó parte de la región de Kutaisi. El 2 de enero de 1963 se suprimió el distrito, pero el 23 de diciembre de 1964 se restauró. 

## Política
La asamblea municipal de Chjorotsku (en georgiano: ჩხოროწყუს საკრებულო) es un órgano representativo en el municipio de Chjorotsku, que consta de 27 miembros que se eligen cada cuatro años. La última elección se llevó a cabo en octubre de 2021. Dato Gogua del Sueño Georgiano (SG) fue elegido alcalde después de una segunda vuelta contra el candidato del Movimiento Nacional Unido (MNU).
Sin embargo, Chjorotsku fue uno de los siete municipios donde el partido gobernante Sueño georgiano no logró obtener la mayoría. Después de varios intentos, los partidos de oposición MNU, Para Georgia y Lelo acordaron una presidencia del Sakrebulo, pero el partido Para Georgia se negó a una coalición con cualquiera de los otros partidos.
| Partido político | Partido político                    | 2017 | 2021 |
| ---------------- | ----------------------------------- | ---- | ---- |
|                  | Sueño georgiano                     | 19   | 12   |
|                  | Movimiento Nacional Unido           | 10   | 7    |
|                  | Para Georgia                        |      | 7    |
|                  | Lelo por Georgia                    |      | 1    |
|                  | Movimiento de Desarrollo            | 2    |      |
|                  | Georgia Europea                     | 1    |      |
|                  | Alianza de los Patriotas de Georgia | 1    |      |
| Total            | Total                               | 28   | 27   |

## División administrativa
El municipio consta de 12 comunidades administrativas (temi), y hay una ciudad, Chjorotsku.
Entre los 20 pueblos del municipio de Chjorotsku se encuentran: Mukuri, Zumi, Taia, Jabume, Kveda Chjorotsku, Lesichine, Letsurtsume, Kirtsji, Nakiani, Akuti, Napichjovo, Chogha.

## Demografía
El municipio de Chjorotsku ha tenido una disminución de población desde 1970, teniendo hoy sólo dos tercios de los habitantes de entonces. 
| Municipio de Chjorotsku                                                | - | - | - | 28 578 | 27 647 | 30 784 | 31 404 | 29 840 | 30 124 | 22 309 | 21 400 |
| Ciudad de Chjorotsku                                                   | - | - | - | 1640   | -      | -      | -      | 4727   | 5040   | 3141   |        |
| Datos: Estadística de población de Georgia desde 1897 hasta hoy. Nota: |   |   |   |        |        |        |        |        |        |        |        |

La población está compuesta por un 99,6% de georgianos, principalmente mingrelianos. Hay unos pocos cientos de rusos (0,1%) y un número menor de minorías étnicas como ucranianos.
|              | 1939      | 1939       | 1959      | 1959       | 2002      | 2002       | 2014      | 2014       |
| Grupo étnico | Población | Porcentaje | Población | Porcentaje | Población | Porcentaje | Población | Porcentaje |
| ------------ | --------- | ---------- | --------- | ---------- | --------- | ---------- | --------- | ---------- |
| Georgianos   | 27 545    | 96,4%      | 26 579    | 96,1%      | 29 895    | 99,24%     | 22 243    | 99,70%     |
| Rusos        | 984       | 3,4%       | 572       | 2,1%       | 127       | 0,42%      | 38        | 0,17%      |
| Ucranianos   | 984       | 3,4%       | 169       | 0,6%       | 20        | 0,07%      | 8         | 0,04%      |
| Armenios     | 12        | 0,1%       | 131       | 0,5%       | 30        | 0,10%      | 6         | 0,03%      |
| Abjasios     | -         | -          | -         | -          | 36        | 0,12%      | -         | -          |
| Azeríes      | -         | -          | 64        | 0,2%       | -         | -          | -         | -          |
| Griegos      | 8         | 0,1%       | 13        | 0,1%       | -         | -          | -         | -          |
| Osetios      | 2         | 0,1%       | 62        | 0,2%       | -         | -          | -         | -          |
| Judíos       | 7         | 0,1%       | 2         | 0,1%       | -         | -          | -         | -          |
| Otros        | -         | -          | -         | -          | -         | -          | 14        | 0,06%      |
| Total        | 28 578    | 100%       | 27 647    | 100%       | 30 124    | 100%       | 22 309    | 100%       |

## Galería

Iglesia de Otsindale
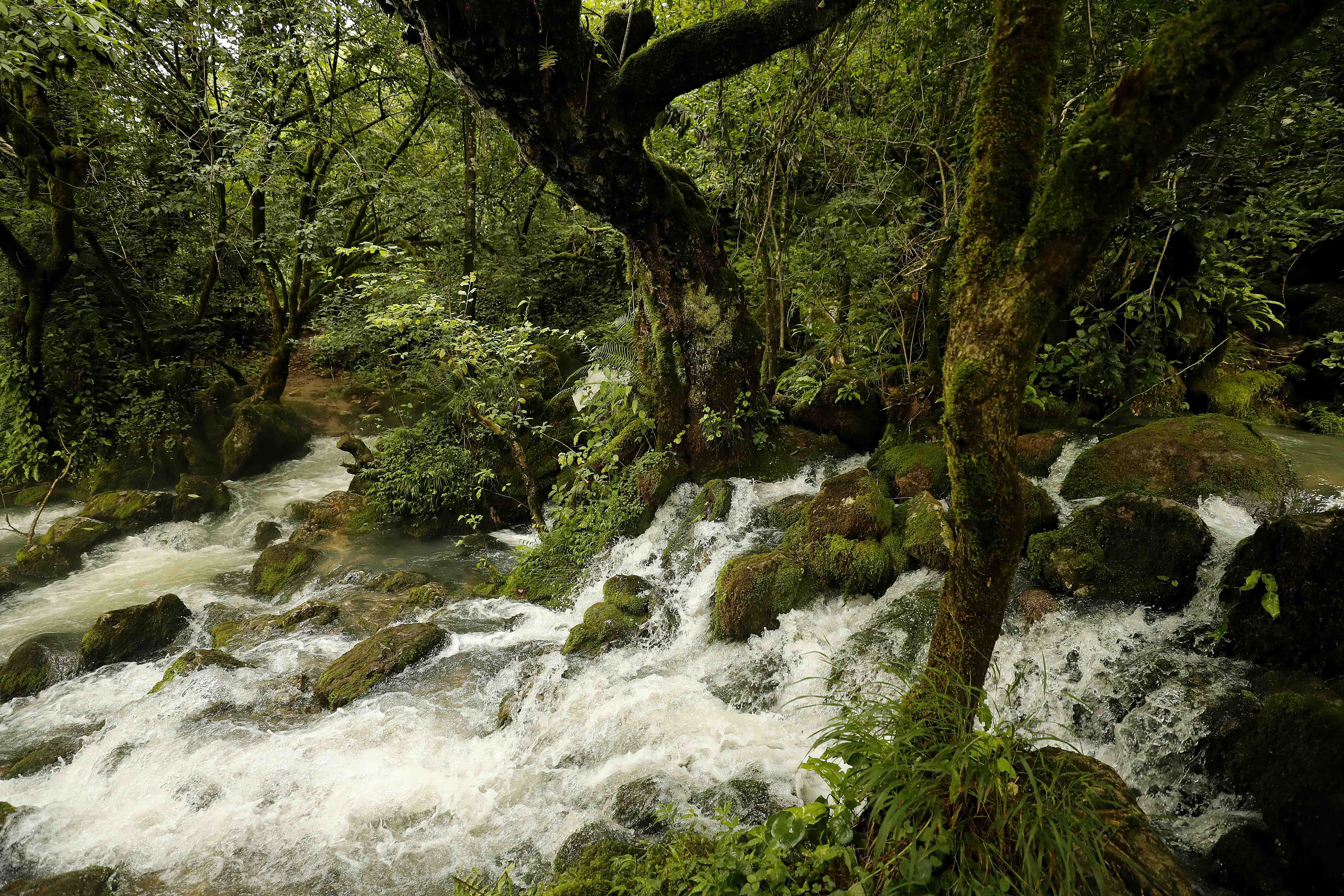
Cañón de Shurubumu
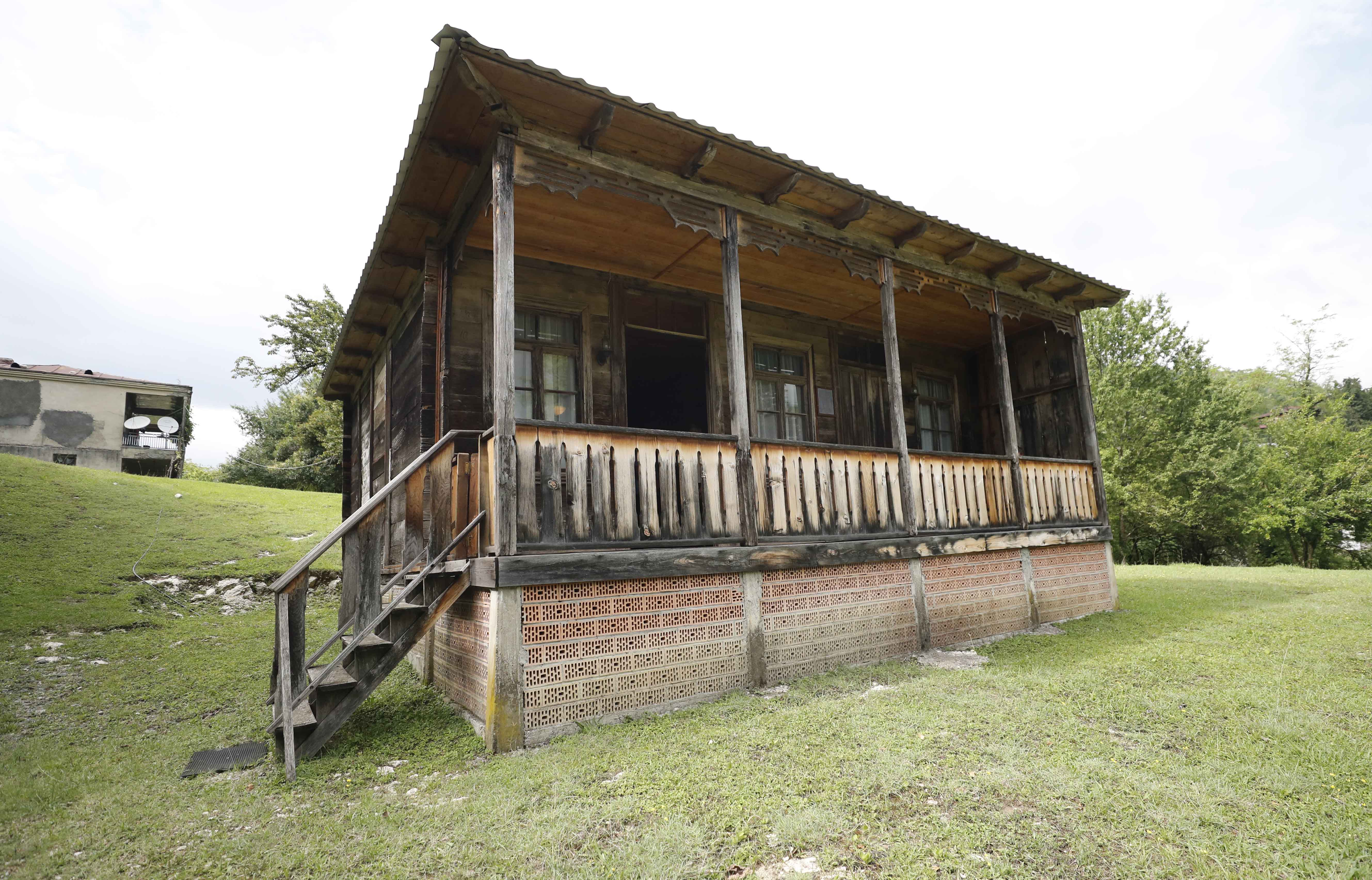
Casa museo de Lasha Gajaria
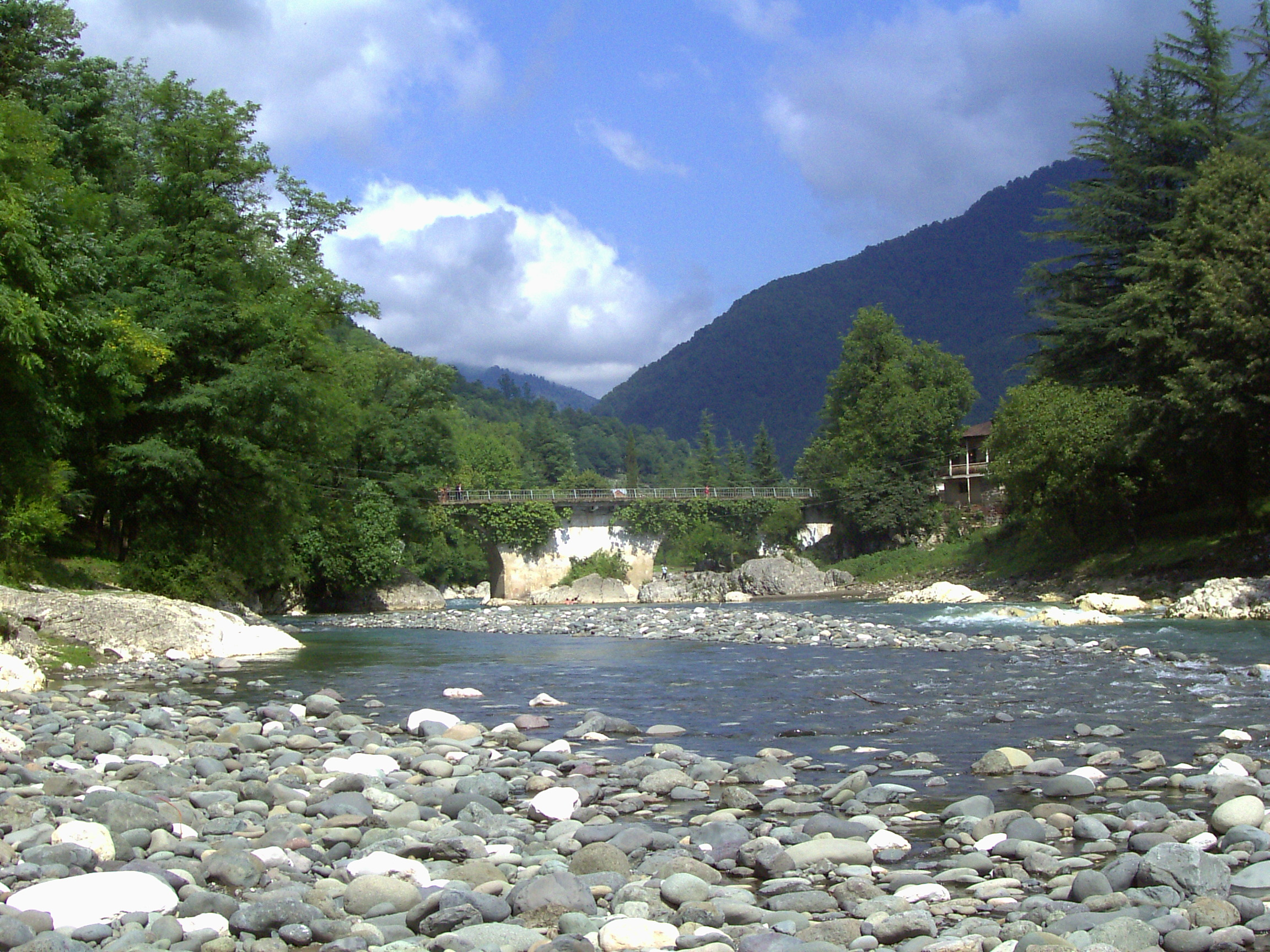
Puente sobre el río Mujuri